# Capparis mekongensis
Capparis mekongensis är en kaprisväxtart som beskrevs av François Gagnepain. Capparis mekongensis ingår i släktet Capparis och familjen kaprisväxter. Inga underarter finns listade i Catalogue of Life.